# Hemicordylus nebulosus
Hemicordylus nebulosus — вид ящірок родини поясохвостів (Cordylidae). Ендемік Південно-Африканської Республіки.

## Поширення і екологія
Hemicordylus nebulosus є ендеміками північного схилу гір Готтентот-Голланд. Вони живуть серед вертикальних скель і валунів, порослих заростями фінбошу і часто вкритих туманами, на висоті від 1200 до 1500 м над рівнем моря.

## Збереження
МСОП класифікує цей вид як вразливий. За оцінками дослідників, популяція Hemicordylus nebulosus становить менше 1000 особин. Їм загрожують пожежі та зміни клімату.